# Arthur Penn
Arthur Hiller Penn (* 27. September 1922 in Philadelphia, Pennsylvania; † 28. September 2010 in Manhattan, New York City, New York) war ein US-amerikanischer Filmregisseur. Durch Filme wie Bonnie und Clyde, Alice’s Restaurant und Little Big Man gilt er als einer der wichtigsten Regisseure des New Hollywood.

## Leben und Werk
Der Sohn eines Uhrmachers russischer Herkunft und einer Krankenschwester wuchs nach der Scheidung der Eltern bei der Mutter in New York City auf; mit 14 Jahren kehrte er zum Vater nach Philadelphia zurück und machte dort seinen High-School-Abschluss. Anschließend studierte er am Black Mountain College und in Perugia und Florenz, bevor er ans Actors Studio in Los Angeles ging. Seine Vorbilder sind vor allem Ingmar Bergman und die Regisseure der Nouvelle Vague.
Nach dem Zweiten Weltkrieg, in dem Penn an einem von Joshua Logan geleiteten Fronttheater spielte, konnte er sich als Regisseur fürs Fernsehen und den Broadway etablieren. Für seine Theaterinszenierung des Stücks The Miracle Worker, der Lebensgeschichte von Helen Keller, wurde er 1959 mit einem Tony Award ausgezeichnet. (Bereits zwei Jahre früher hatte er das Stück fürs Fernsehen inszeniert, drei Jahre später sollte er auch die Filmversion als Regisseur leiten.)
Obwohl er bereits 1958 mit Einer muss dran glauben, einer ungeschminkten Biographie von Billy the Kid, einen ersten Kinofilm realisieren konnte und 1962 für Licht im Dunkel sogar für den Oscar nominiert wurde, kam seine Kinokarriere wegen Penns hoher Ansprüche bei der Auswahl seiner Projekte nur schleppend in Gang.
Bei dem Film Der Zug wurde Penn 1964 durch John Frankenheimer ersetzt. Mickey One und Ein Mann wird gejagt wurden Flops. Besonders jedoch der paranoide und surreale Film Mickey One beeindruckte die Kritiker durch ungewöhnlichen Kameraeinsatz und elliptische Erzählweise. Ein Mann wird gejagt, von Produzent Sam Spiegel gegen Penns Absichten neu geschnitten, erregte Aufsehen durch eine schockierend lange Szene voller Brutalität, in der ein von Marlon Brando dargestellter Kleinstadtsheriff grausam zusammengeschlagen wird.
Erst Bonnie und Clyde wurde ein einhelliger Erfolg bei Kritik und Publikum. Der Film zeigte das berühmte Gangsterpärchen Bonnie Parker und Clyde Barrow als rastlose, aller Ideale beraubte Jugendliche. Berühmt wurde das Ende des Films: Penn zeigt in einer für die damalige Zeit tabubrechenden Sequenz den grotesken Todestanz der Liebenden im Maschinengewehrhagel der Polizei.
Auch Penns nächster Film, Alice’s Restaurant, eine Satire über die Gegenkultur der 68er-Bewegung, basierend auf den Songs von Arlo Guthrie, wurde ein Erfolg. Little Big Man, ein epischer Anti-Western mit einem vernichtenden Porträt General Custers, war Penns teuerster Film und größter kommerzieller Erfolg.
Penns folgende Filme Die heiße Spur und Duell am Missouri wurden Kritikererfolge, doch mochte ihm das Publikum bei diesen verrätselten und exzentrischen Werken nicht mehr folgen. Immer längere Zeiträume vergingen nun zwischen neuen Projekten, so dass Penns Filmografie relativ wenige Werke aufweist.
Ab 2000 machte Penn als Mitproduzent der erfolgreichen Fernsehserie Law & Order von sich reden.

„Penn war der Chronist eines anderen Amerikas, der sich für Gegenentwürfe zu bürgerlichen Existenzformen interessierte […] Die Identitätssuche des Individuums, das mit wilden, oft gewaltsamen Taten auf sich aufmerksam zu machen versuchte, wurde zu einem zentralen Thema von Penns Filmen. Sie zeigen das Ausbrechen der Figuren aus vorgezeichneten Lebensentwürfen, das lustvolle und schmerzhafte Ausprobieren von Alternativen. Und sie zeigen, wie die Realität Träume und Ideale korrumpiert.“

Seit 1955 war er verheiratet mit Peggy Maurer, mit der er zwei Kinder hatte. Er starb einen Tag nach seinem 88. Geburtstag in seiner Wahlheimat New York nach einer überwundenen Lungenentzündung an Herzversagen. Sein Bruder war der bekannte Fotograf Irving Penn.

## Filmografie

### Film
- 1958: Einer muß dran glauben (The Left Handed Gun)
- 1962: Licht im Dunkel (The Miracle Worker)
- 1965: Mickey One
- 1966: Ein Mann wird gejagt (The Chase)
- 1967: Bonnie und Clyde (Bonnie and Clyde)
- 1969: Alice’s Restaurant
- 1970: Little Big Man
- 1973: München 1972 – 8 berühmte Regisseure sehen die Spiele der XX. Olympiade (Visions of Eight)
- 1975: Die heiße Spur (Night Moves)
- 1976: Duell am Missouri (The Missouri Breaks)
- 1981: Vier Freunde (Four Friends)
- 1985: Target – Zielscheibe (Target)
- 1987: Dead of Winter
- 1989: Todes-Show (Penn & Teller Get Killed)
- 1995: Lumière et compagnie

### Fernsehen
- 1948–1955: The Philco Television Playhouse
- 1954: The Lawn Party
- 1955: The Waiting Place
- 1957: The Miracle Worker
- 1957: Invitation to a Gunfighter
- 1957: Charley’s Aunt
- 1957: The Dark Side of the Earth
- 1958: Portrait of a Murderer
- 1968: Flesh and Blood
- 1993: The Portrait
- 1996: Im Angesicht der Freiheit (Inside)
- 2000–2001: Law & Order (Produzent)
- 2001: 100 Centre Street (Episode: The Fix)

## Auszeichnungen

### Theater
- 1957: Two for the Seesaw: Tony-Award-Nominierung
- 1959: The Miracle Worker: Tony Award
- 1960: All the Way Home: Tony-Award-Nominierung

### Fernsehen
- 1956: The Miracle Worker: Emmy-Nominierung
- 1996: Im Angesicht der Freiheit (Inside): Wettbewertbsauswahl des Valladolid International Film Festival
- 2001: Law & Order: Emmy-Nominierung als Produzent

### Film
- 1962: Licht im Dunkel (The Miracle Worker): Directors-Guild-of-America-Award-Nominierung, Oscar-Nominierung, OCIC Award auf dem Festival Internacional de Cine de Donostia-San Sebastián
- 1965: Mickey One: Wettbewerbsauswahl der Internationalen Filmfestspiele von Venedig
- 1967: Bonnie und Clyde (Bonnie and Clyde): Nominierung für den British Film Academy Award, Bodil-Auszeichnung, Directors-Guild-of-America-Award-Nominierung, Golden-Globe-Nominierung, Kinema-Junpo-Preis, Bester Film auf dem Filmfestival von Mar del Plata, Oscar-Nominierung
- 1969: Alice’s Restaurant: Oscar-Nominierung, Writers-Guild-of-America-Award-Nominierung als Drehbuchautor
- 1970: Little Big Man: Laurel-Award-Nominierung, Besondere Nennung auf den Internationalen Filmfestspielen Moskau
- 1996: Preis für das Lebenswerk auf dem Internationalen Filmfestival von San Francisco
- 2002: Los Angeles Film Critics Association für das Lebenswerk
- 2003: Preis für das Lebenswerk auf dem Director’s View Film Festival, Preis für das Lebenswerk auf dem  Film- und Videofestival von Savannah
- 2007: Goldener Bär für das Lebenswerk auf den Internationalen Filmfestspielen Berlin[2]